# Ириновка (посёлок при станции, Ленинградская область)
Ири́новка — посёлок при станции в Рахьинском городском поселении Всеволожского района Ленинградской области.

## История
ИРИНОВКА — станция Ириновской жел. дороги 1 двор, 3 м. п., 3 ж. п., всего 6 чел. (1896 год)

В конце XIX — начале XX века административно относилась к Рябовской волости 2-го стана Шлиссельбургского уезда Санкт-Петербургской губернии.

ИРИНОВКА — посёлок ж.-д. станции Ириновского сельсовета, 6 хозяйств, 18 душ, все русские. (1926 год)

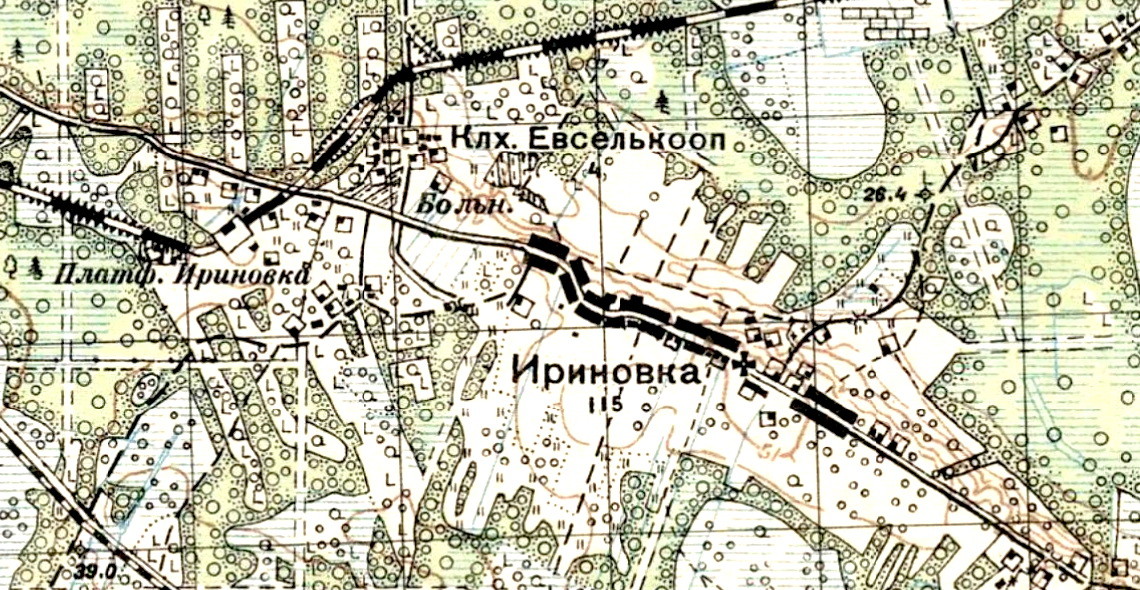
Платформа Ириновка на карте 1931 года

Платформа Ириновка была названа по имени соседней деревни Ириновки, которая расположена в 2 км к востоку. 
Здесь в конце XIX века была начата разработка торфа по инициативе барона П. Л. Корфа. Его имение располагалось здесь же. Для этого в Петербург была проложена Ириновская железная дорога (открыта 1 (13) октября 1892 года), которая связала Ириновку с Охтинским вокзалом на берегу Невы. Торф в то время служил топливом для появившихся электростанций.
По данным 1966, 1973 и 1990 годов посёлок при станции Ириновка входил в состав Вагановского сельсовета.
В 1997 году в посёлке при станции проживал 541 человек, в 2002 году — 462 человека (русских — 94%), в 2007 году — 465.

## География
Находится в восточной части района на автодороге 41К-064 «Дорога жизни» (Санкт-Петербург — Морье) у железнодорожной платформы Ириновка.
Расстояние до административного центра поселения — 2,5 км.

## Демография
| 2007 | 2010 | 2017 |
| ---- | ---- | ---- |
| 465  | ↘387 | ↗673 |

Национальный состав
Согласно данным Всероссийской переписи населения 2021 года в посёлке проживали 819 человек, из них:
 русские — 638, таджики — 40, киргизы — 8, армяне — 5, азербайджанцы — 2, арабы — 2, туркмены — 2, узбеки — 1, украинцы — 1, татары — 1, молдаване — 1, другие национальности — 6 человек, остальные национальность не указали.

## Инфраструктура
- Больница

## Прочее
Через Ириновку проходит трасса ежегодного международного зимнего марафона «Дорога жизни».

## Фото

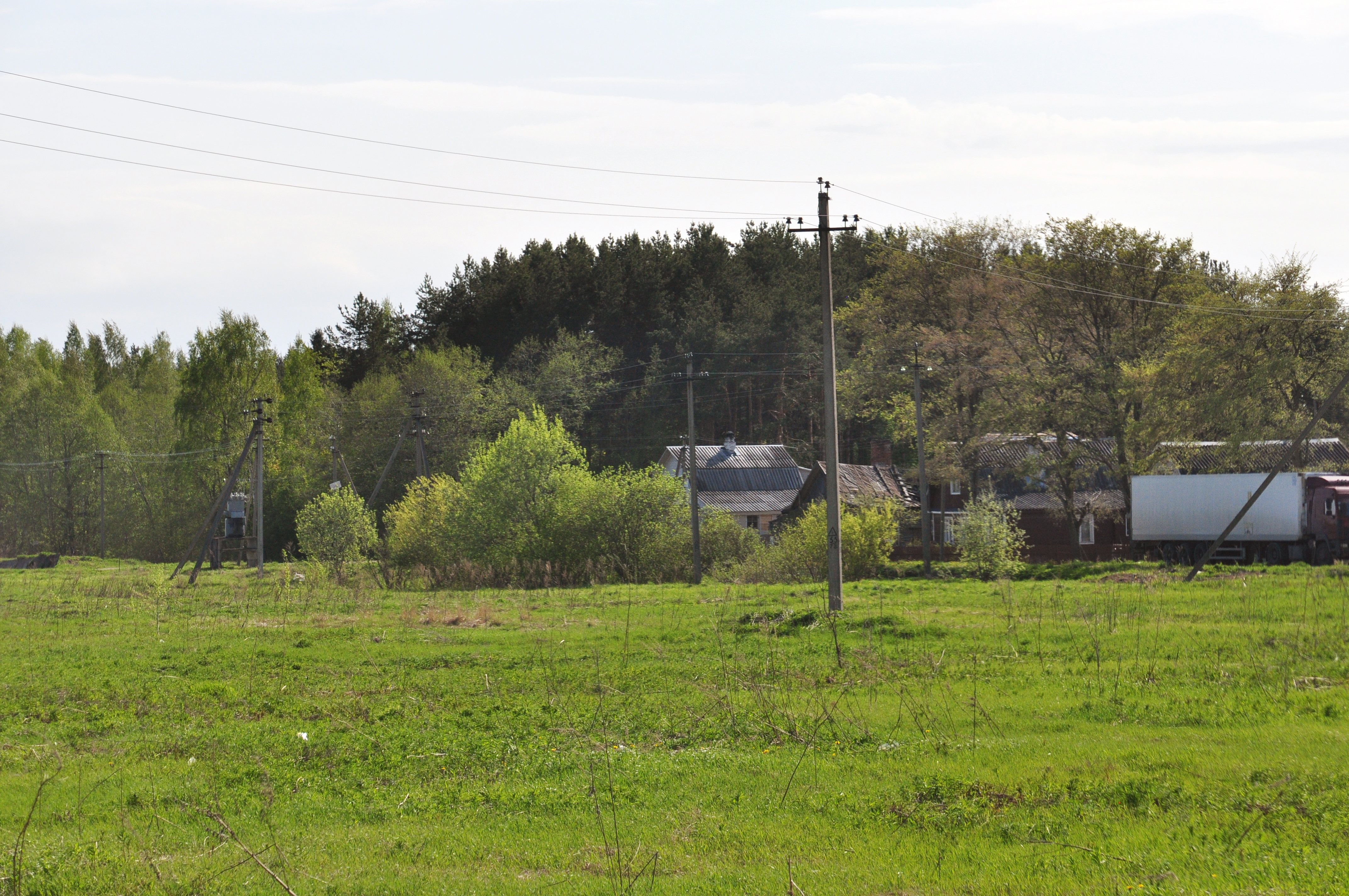
Посёлок при станции Ириновка. 2011 год

## Улицы
Алюминская, Берёзовая, Зелёная, Зелёный переулок, Ленинградское шоссе, Лесная, Новая, Парковая, Песочная, Разъезжая, Садовая, Садовый переулок, Совхозная, Станционная.